# Ergometr wioślarski

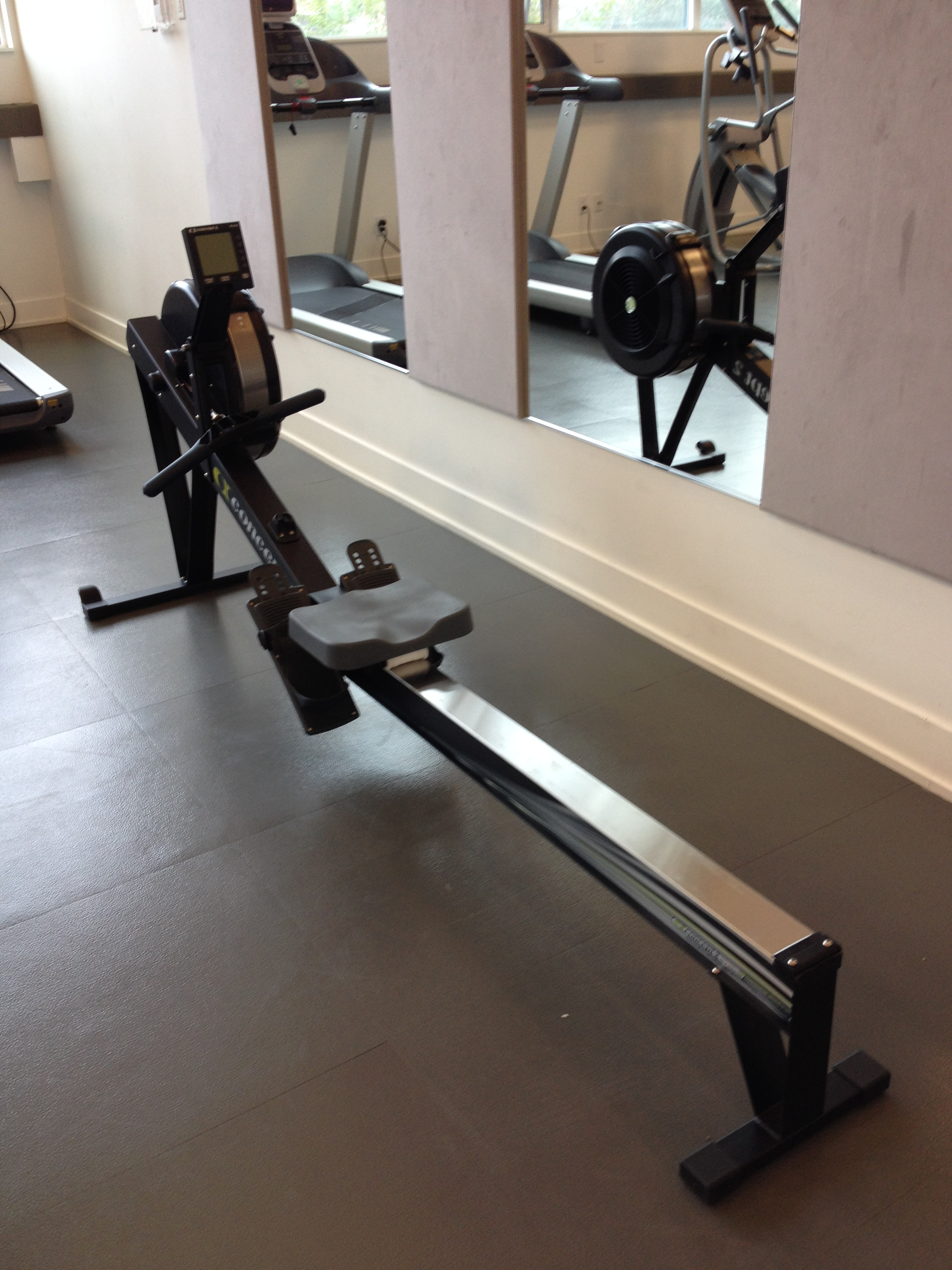
ergometr wioślarski

Ergometr – maszyna, która umożliwia treningi wioślarzom. Głównie służy do utrzymania formy podczas sezonu zimowego, w którym wioślarze nie mogą trenować na wodzie. Ergometr wprawia w ruch większość partii mięśni, głównie brzucha, nóg, rąk i barków. Z racji aktywowania wielu partii mięśni jednocześnie, ergometr z powodzeniem może być wykorzystywany przy złożonym cyklu treningowym. Doskonale odwzorowuje czynności wykonywane na wodzie. Wyposażony jest w monitor pokazujący m.in. generowaną przez zawodnika moc i inne dane, co - wobec skalibrowania urządzeń - umożliwia porównanie wyników osiągniętych przez poszczególnych zawodników i organizowanie zawodów. 

## Historia
Pierwsze ergometry były wykorzystywane w treningu wioślarskim w latach 50. XX wieku. Od 1982 roku organizowane są zawody w tej konkurencji. Większość związków wioślarskich organizuje krajowe mistrzostwa na ergometrze. Wyścigi na ergometrach odbywają się głównie na olimpijskim dystansie 2000 metrów (ergometry skalibrowane są w ten sposób, iż przeliczają moc generowaną przez zawodników na metry, które zawodnik pokonałby na wodzie, płynąc na łodzi wioślarskiej). W roku 2018 Międzynarodowa Federacja Wioślarska FISA, w porozumieniu z organizatorami największych tego typu zawodów (Concept2, USRowing i Erg Sprints), zorganizowała pierwsze oficjalne Mistrzostwa Świata na Ergometrze Wioślarskim. Mistrzostwa te odbyły się w Alexandrii, USA.